# Knihovna Varšavské univerzity

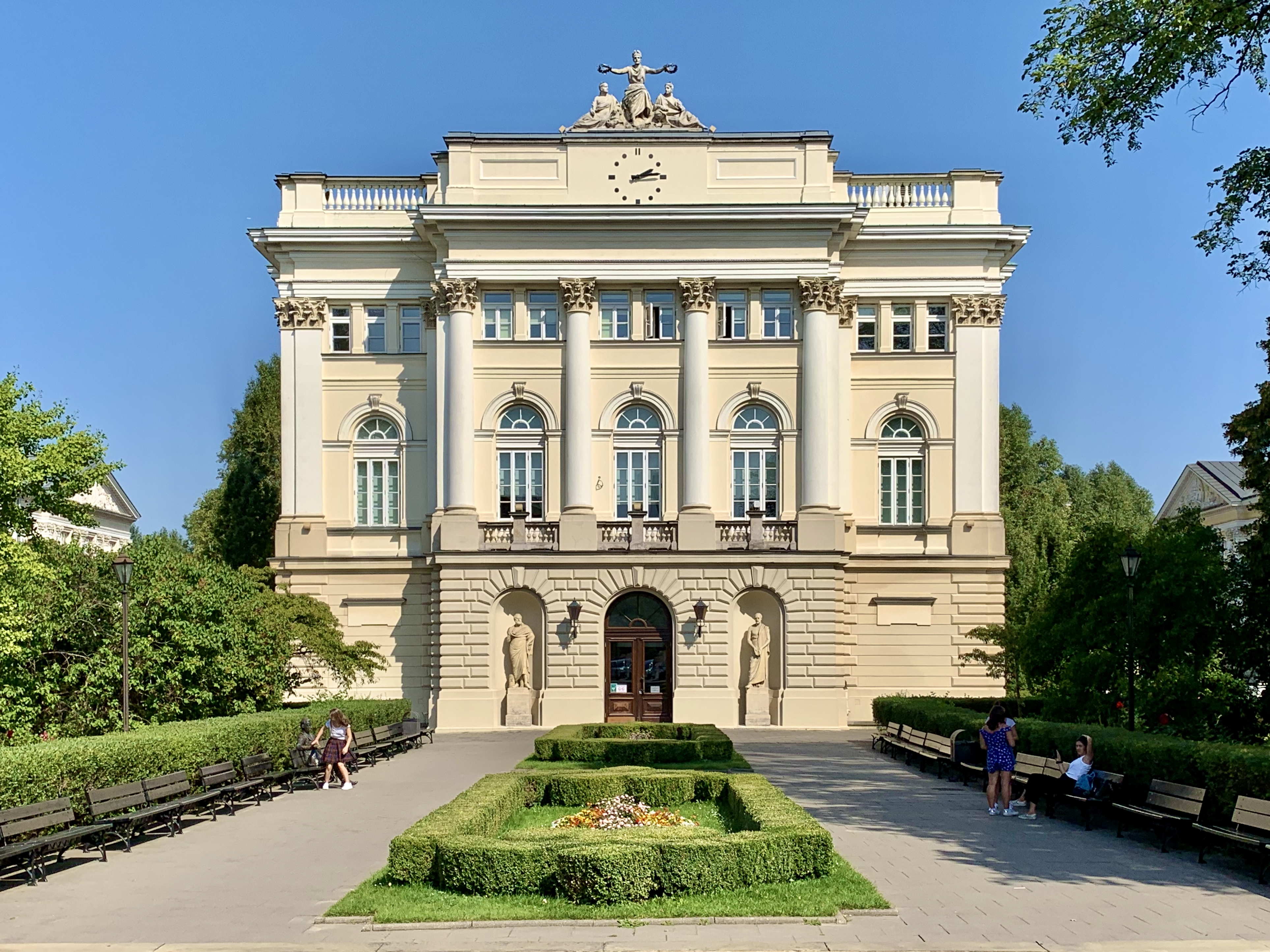
Stará budova knihovny

Knihovna Varšavské univerzity (polsky Biblioteka Uniwersytecka w Warszawie) byla založena v roce 1816 pro učitele a studenty univerzity ve Varšavě.

## Historie
Na počátku 20. století knihovna získala novou, moderní budovu v oblasti univerzity na ulici Krakovské Předměstí v centru města. O sto let později, v roce 1999 získala novou moderní budovu ve čtvrtí Powiśle, za hlavním kampusem univerzity směrem k řece Visle. Po zhruba 100 letech a při stálém růstu knihovních fondů bylo naléhavě třeba postavit novou budovu, která by také splňovala současné nároky na požární bezpečnost. Po roce 1989 připadla budova Ústředního výboru Polské sjednocené dělnické strany Polské republice. Počáteční myšlenka umístit knihovnu v typické kancelářské budově se ukázala jako nepraktická. Budova byla tedy pronajata na nově založené Varšavské burze cenných papírů a ze zisku z pronájmu měla byt financována výstavba nové univerzitní knihovny. V roce 1993 byla vypsána soutěž, kterou vyhráli architekti Marek Budzyński a Zbigniew Badowski. Stavba začala v roce 1995 a trvala až do roku 1999.

## Popis
Budova se skládá z hlavního bloku se čtyřmi podlažími a z nízké přední budovy, oddělené průchodem. Na střeše je botanická zahrada o rozloze 1,5 ha, navržená zahradní architektkou Irenou Bajerskou. Jedná se o jednu z největších střešních zahrad v Evropě, ale přístup je pouze přes schodiště, takže není vhodná pro osoby se zdravotním postižením. Celkový objem všech prostorů knihovny činí 260 000 m3, plocha je 64.000 m2.
Knihovní fond zahrnuje (podle soupisu s 31. prosince 2012) 3,1 milionů jednotek, včetně:
- knihy – 1 936 675 svazků
- periodika – 708 911 svazků
- speciální sbírky – 397 341 svazků
- vzdělávací knihovna – 47 771 svazků

Ve vstupním prostoru knihovny stojí na čtyřech vysokých pilířích sochy filozofů Kazimierze Twardowského, Jana Łukasiewicze, Alfreda Tarského a Stanisława Leśniewského.
Celá fasáda přední budovy je pokryta měděnými pláty se zelenou patinou a mezi nimi jsou vysoká okna. Na západní straně je osm panelů, na nichž jsou:
- Poznámky fragment etudy B-moll Karola Szymanowského,
- Matematický vzorec normální distribuce, číslo Π, struktura nukleové kyseliny a další,
- Text v sanskrtu s fragmenty Rgvédy aj.,
- Text v hebrejštině se starozákonním textem z Ezechiel, Ez 3,1-3,
- Text v arabštině z Knihy zvířat, autor al-Jahiz,
- Text v řečtině z Platónova dialogu Faidros,
- Text ve staré ruštině Pověst dávných let (Nestorův letopis) z počátku 12. století,
- Text v historické polštině „Wykład cnoty“ (Výklad ctnosti) Jana Kochanowského.

Budova s netradiční architekturou se stala jednou z turistických atrakcí města a je oblíbeným místem setkávání varšavských studentů.

## Galerie

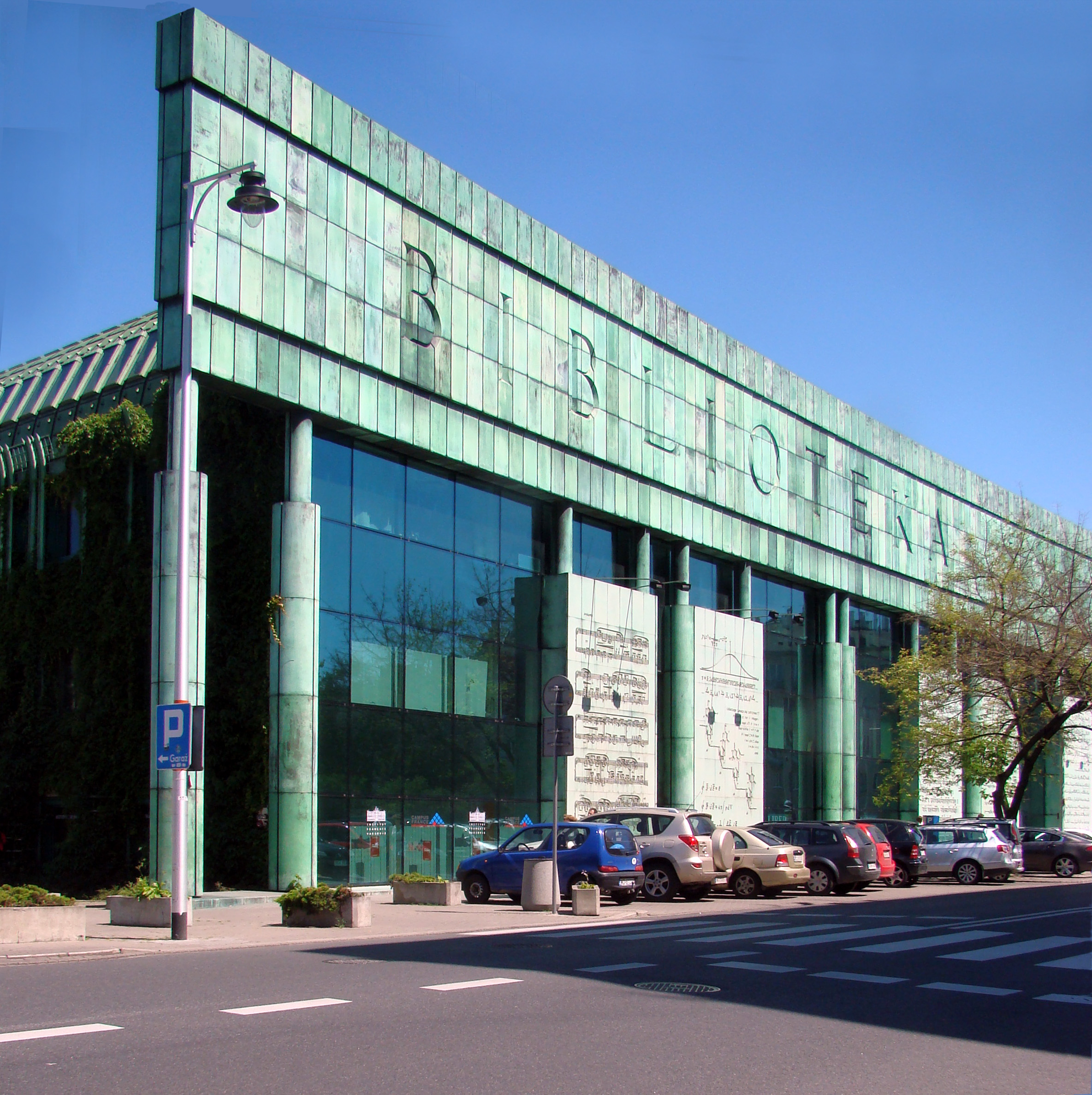
Hlavní průčelí
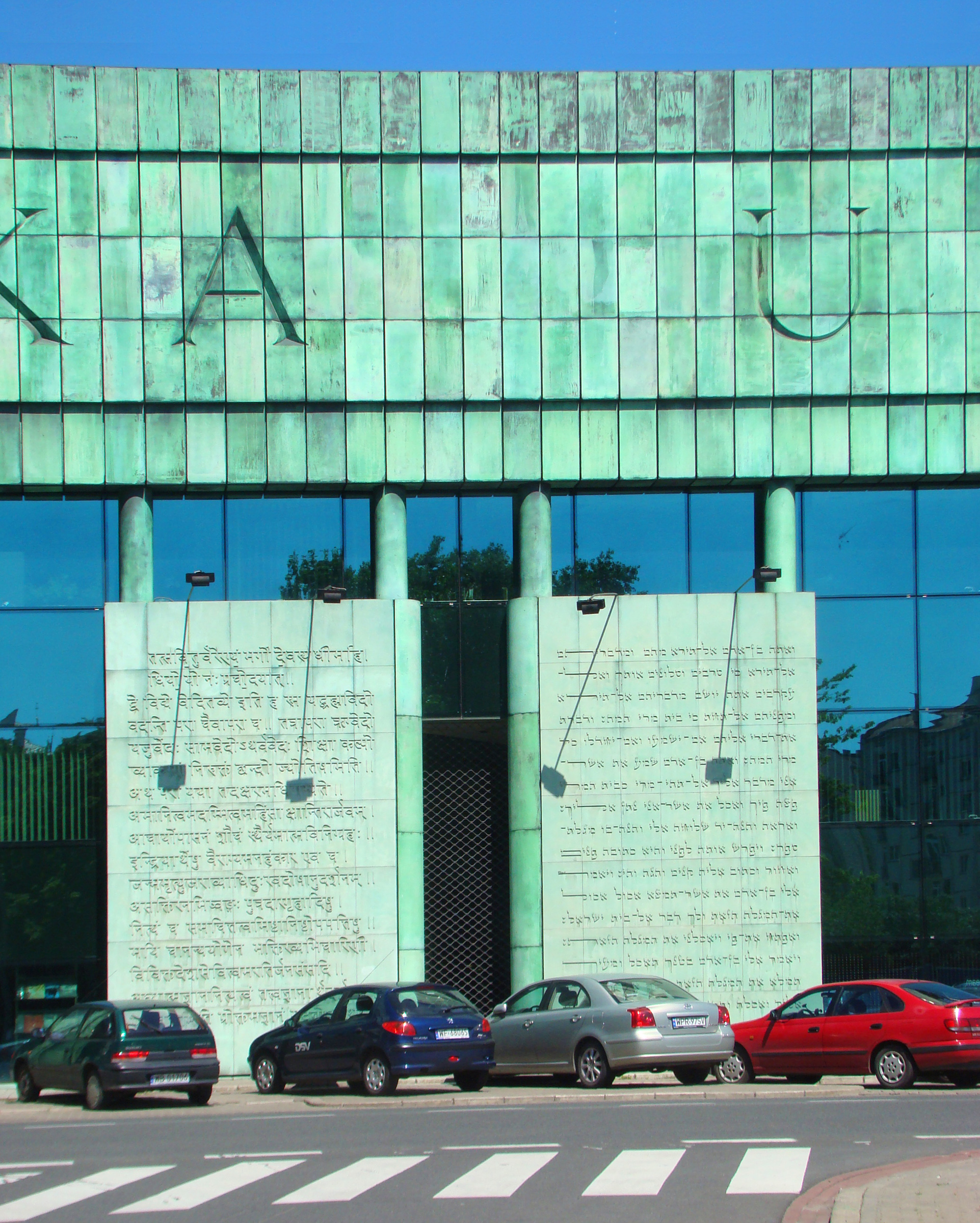
Detail fasády
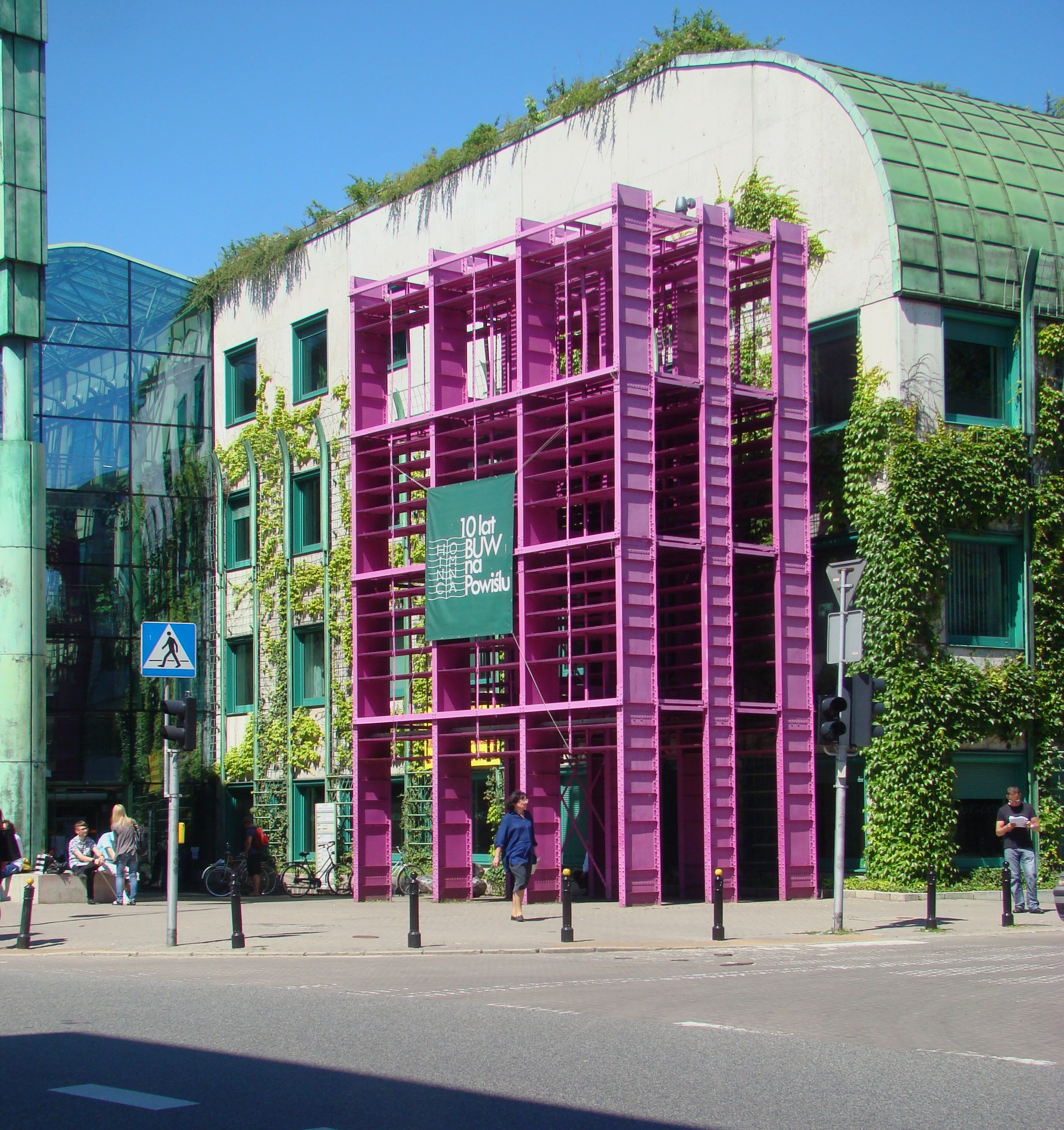
Konstrukce police ze staré knihovny
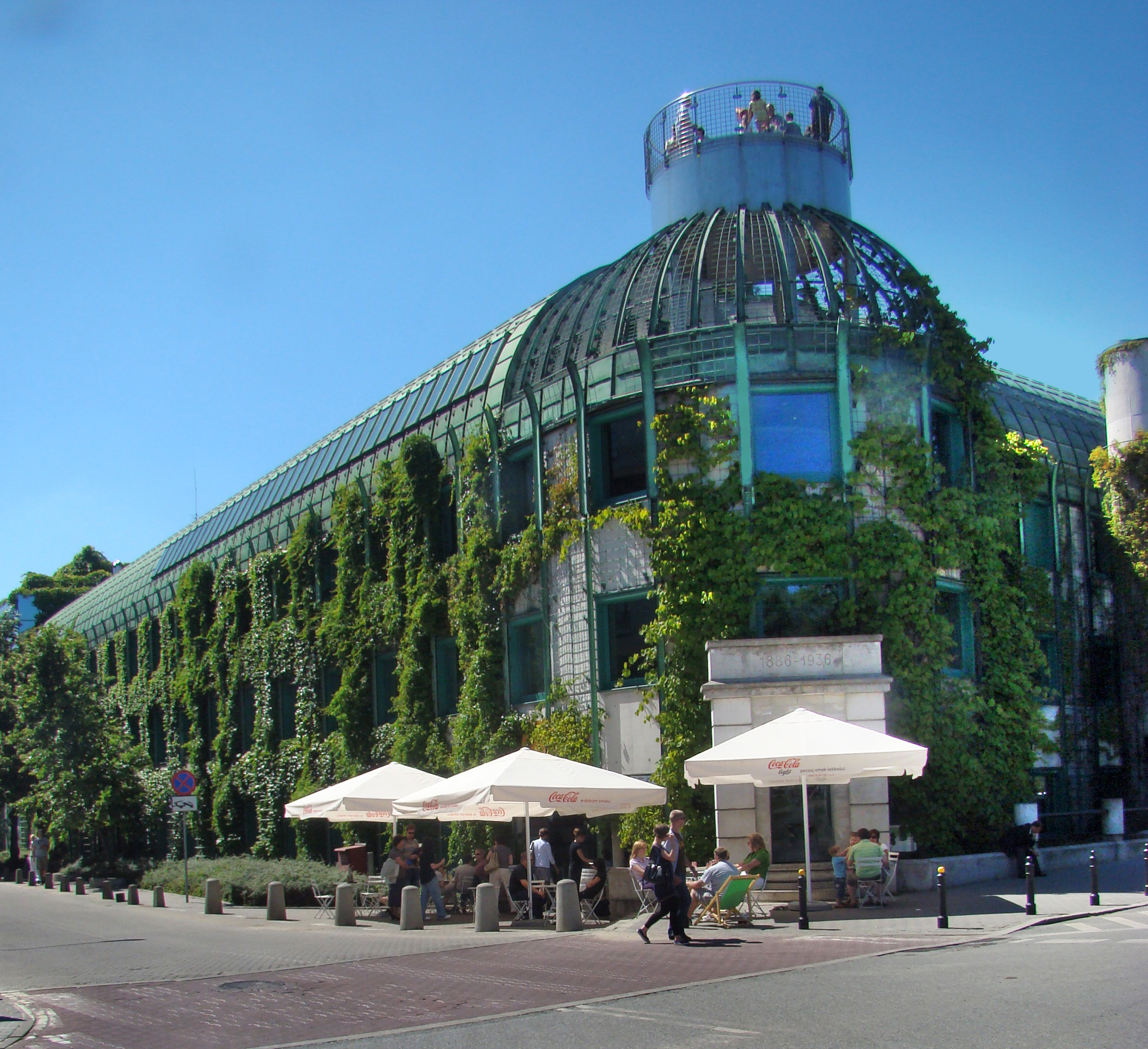
Pohled od řeky Visly
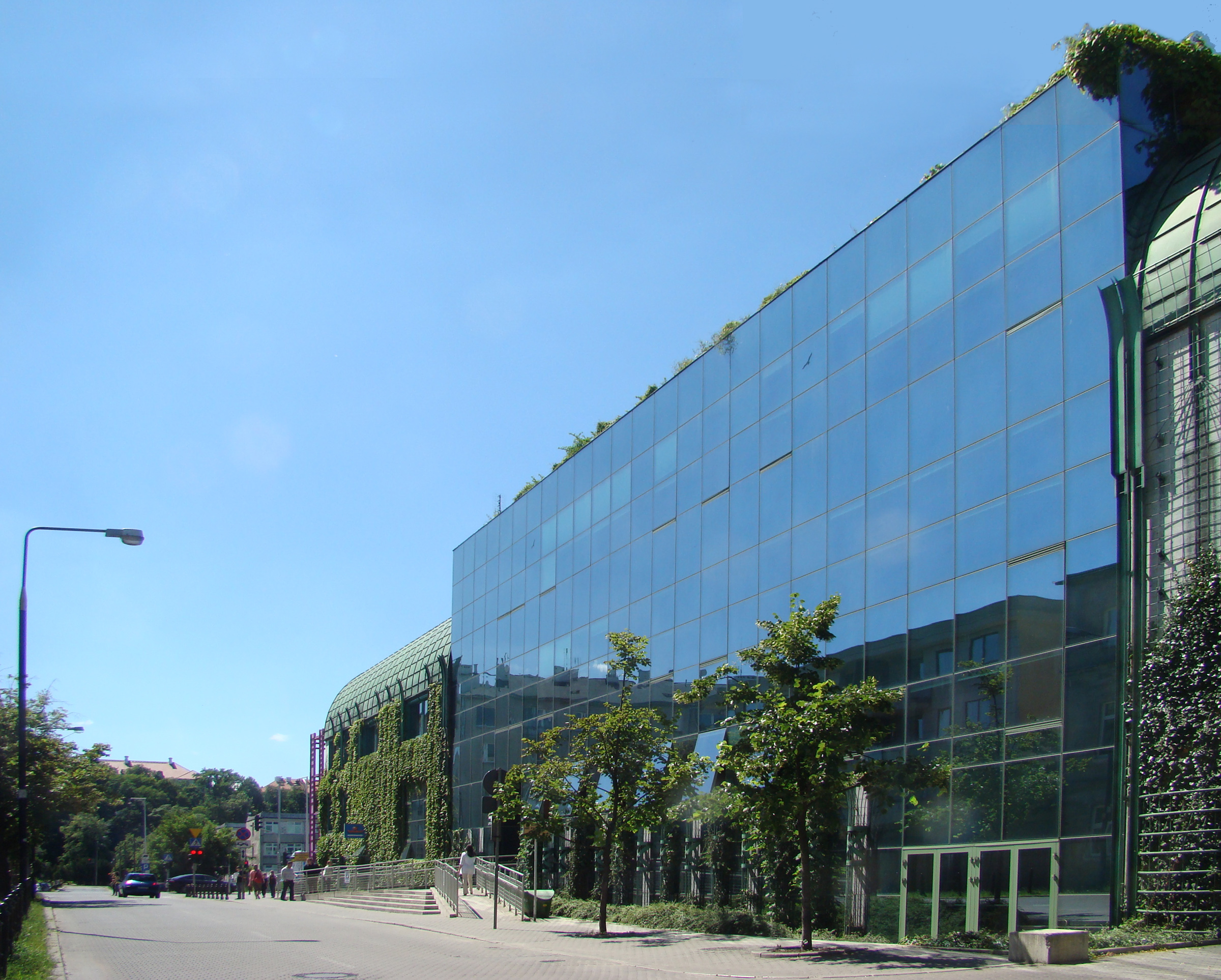
Boční fasáda
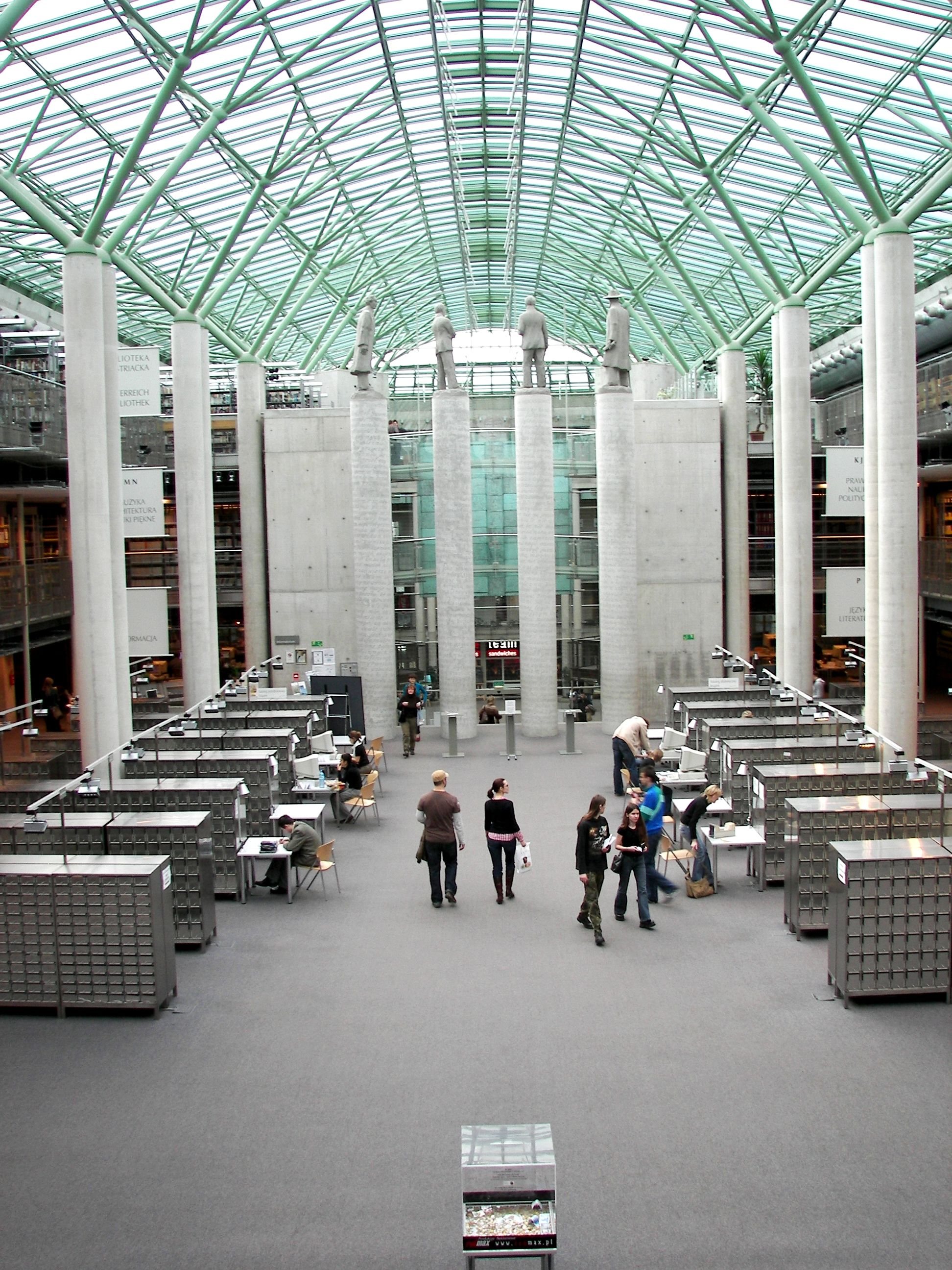
Interiér vstupní haly
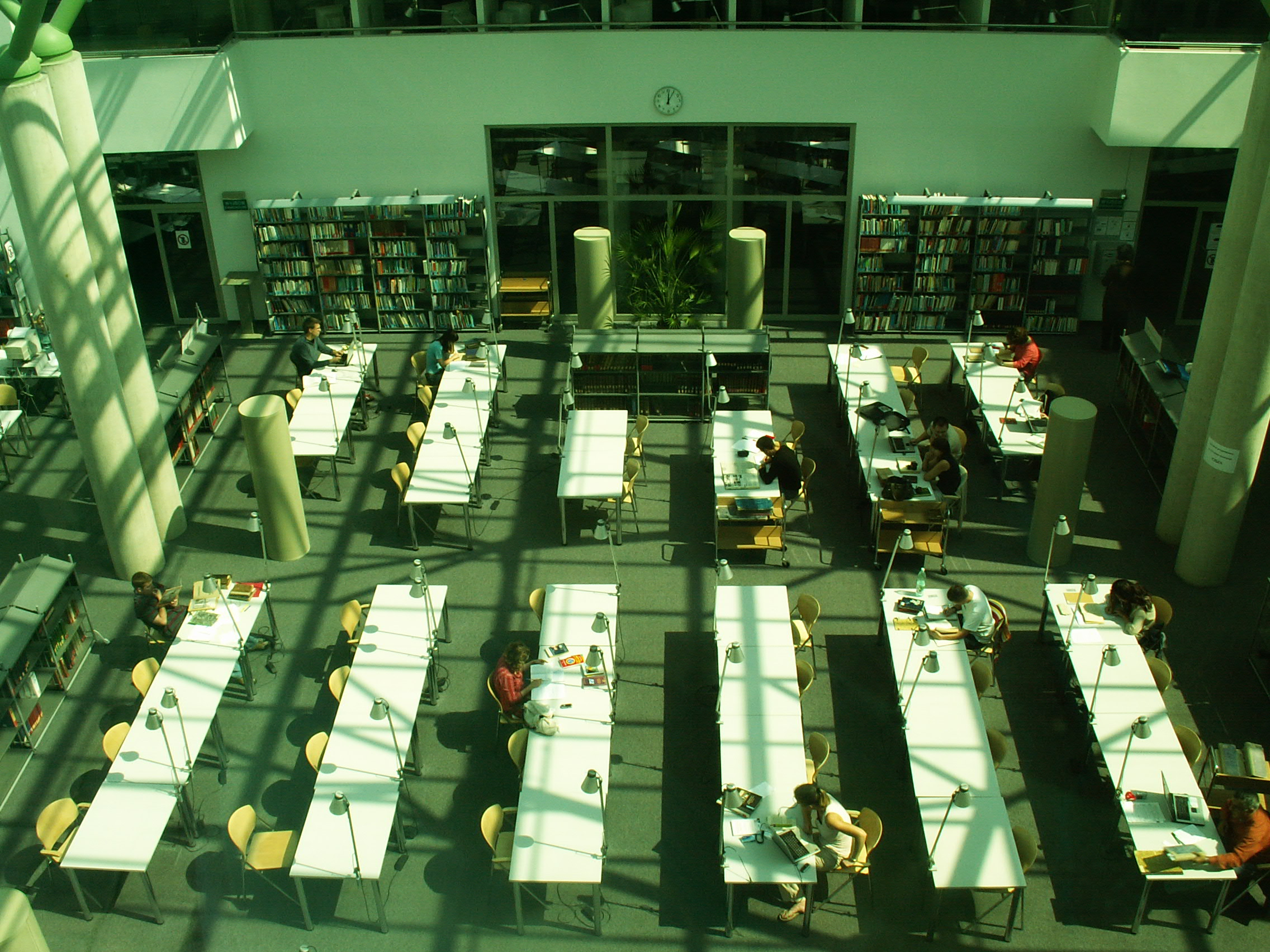
Čítárna
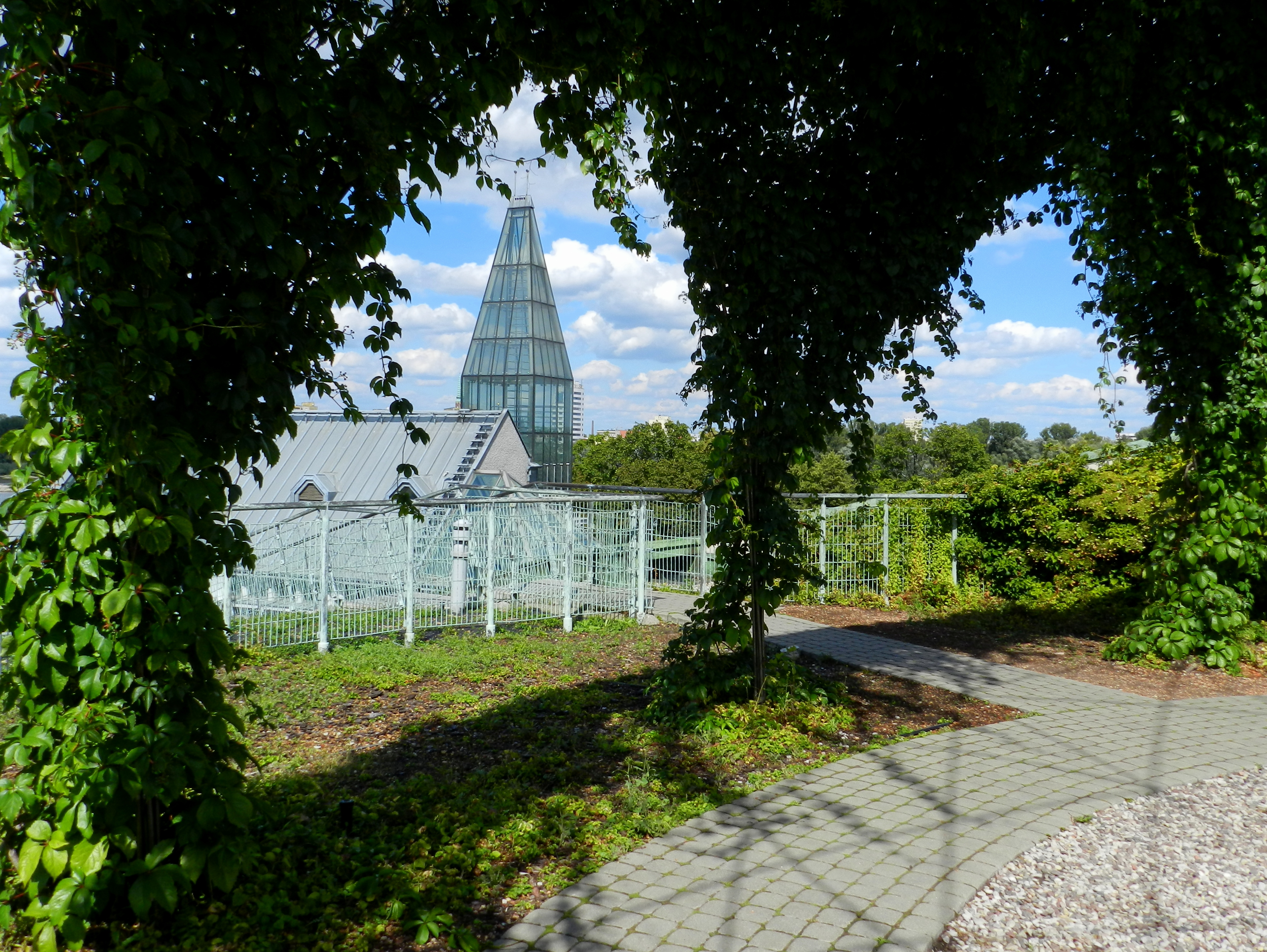
Střešní zahrada